# Ratip Berker
Ratip Berker (* 5. Juni 1909; † 27. Oktober 1997 in Istanbul) war ein türkischer angewandter Mathematiker und Ingenieurwissenschaftler für Mechanik. Er befasste sich vor allem mit theoretischer Hydrodynamik. Er war Professor an der Technischen Universität Istanbul.
Berker studierte an der Universität Nancy und der Universität Lille, an der er 1936 promoviert wurde. 1939 wurde er Professor an der TU Istanbul mit einer vollen Professur ab 1954. Er war Gastprofessor an der Universität Lille, der Universität Paris VI und der Indiana University und zweifacher Ehrendoktor (Technische Universität Istanbul, Hacettepe-Universität). 1983 wurde er Offizier der Ehrenlegion.

## Schriften
- L´integration des equations du mouvement d´un fluide visqueux incompressible, in Siegfried Flügge, Handbuch der Physik, Band 8-2, 1963